# Jaciment romà de Can Farrerons
El jaciment romà de Can Farrerons es troba a Premià de Mar, El Maresme, i va ser declarat bé cultural d'interès nacional el 15 de setembre de 2014.
Es troba entre la Gran Via i el Torrent de la Fonsanta es remunten a l'any 1969, però no és fins a l'any 2000 que les excavacions posen al descobert l'edifici de planta octogonal.
Els indicis apunten que al segle V dC, un romà acabalat erigí aquest pavelló de rebre per a celebrar-hi banquets i gaudir del bany. Més tard, l'edifici es destinà a la producció agrícola i hom l'adaptà per a premsar-hi el vi i treballar-hi el ferro. Fou abandonat cap al segle VII dC, però els esquelets exhumats ens indiquen que abans encara s'havia utilitzat com a necròpoli. En les excavacions de l'any 2000 es van localitzar una quinzena de tombes.
Amb el pas del temps la sorra de les rieres –el torrent de Fontsanta i l'actual carretera de Vilassar de Dalt– va colgar l'edifici.

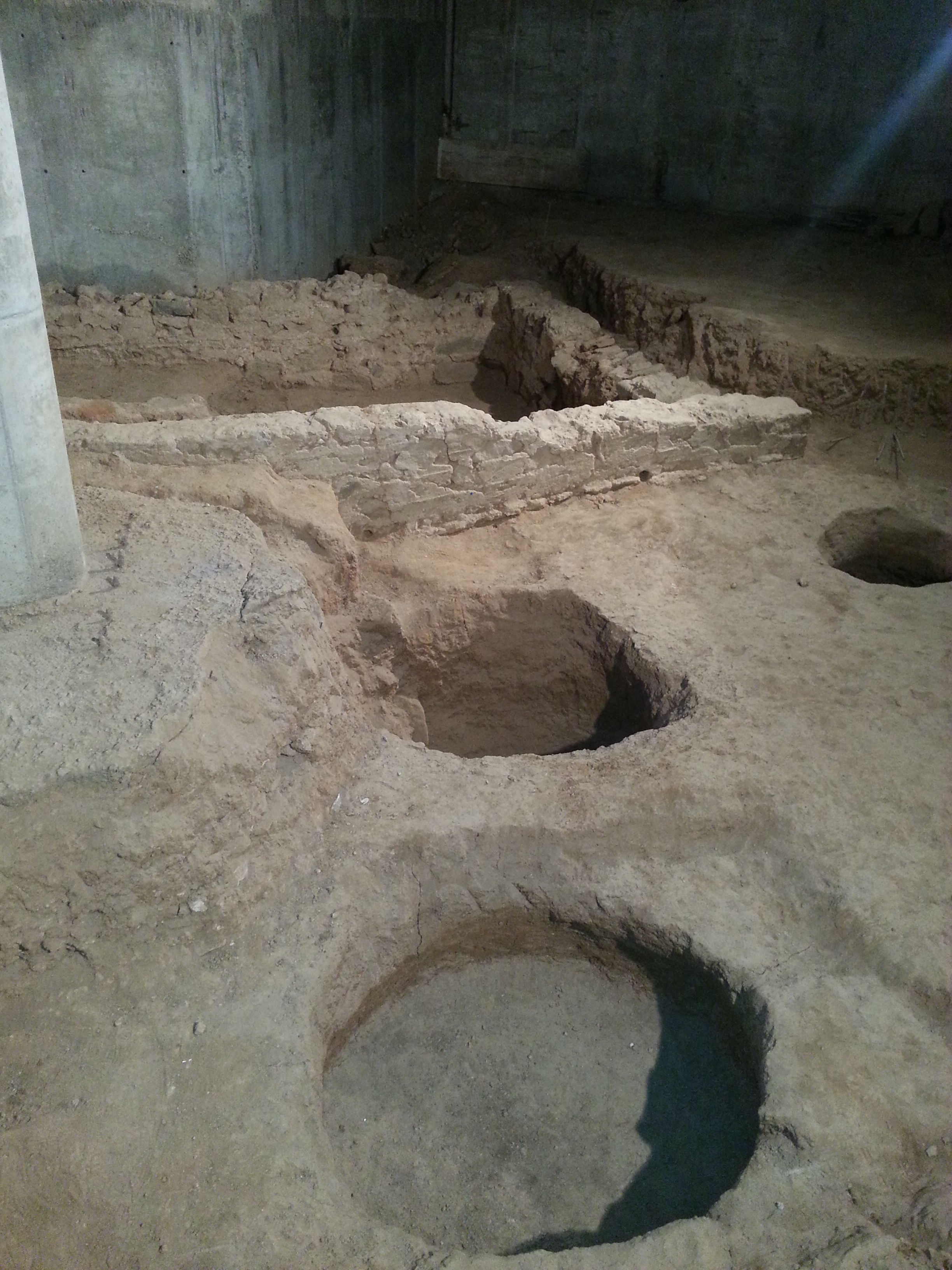
Sitges
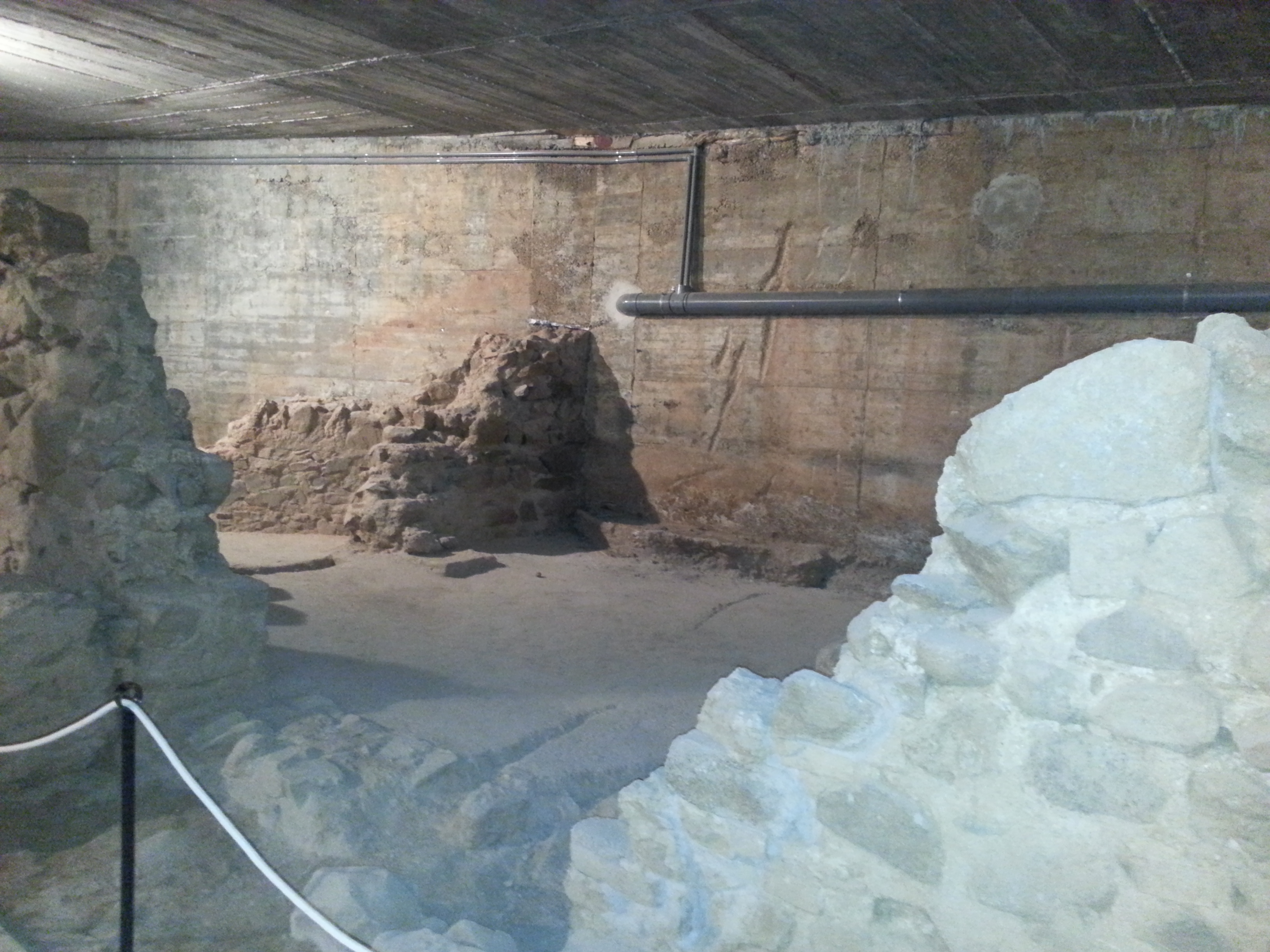
Habitacions de l'edifici octogonal
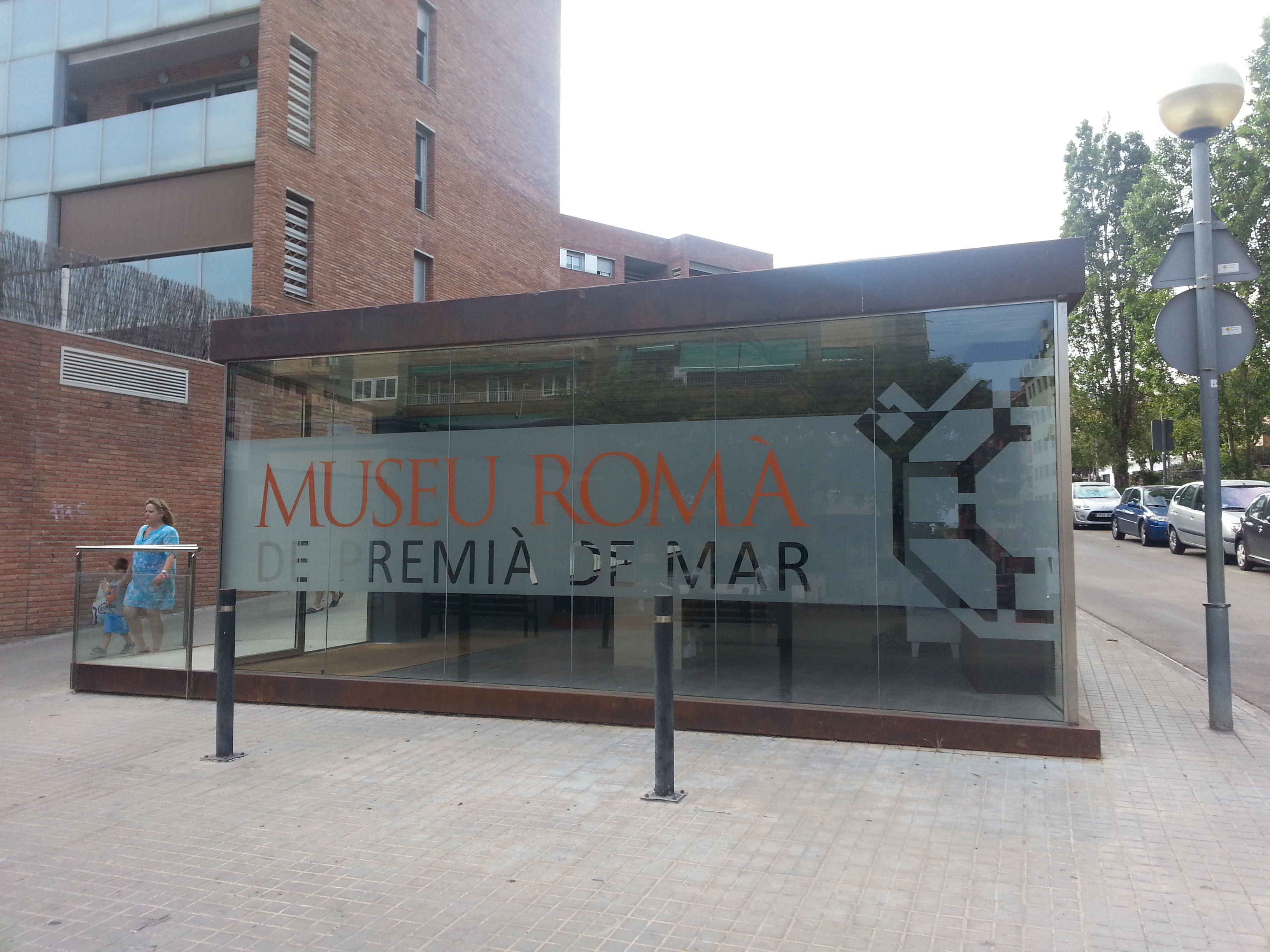
Entrada

## Apertura al públic
Cap a l'any 2014 es va construir un accés ubicat al carrer Enric Granados, 115. L'espai que es pot visitar consta d'uns 550 m². Va ser inaugurat el 15 de març del 2015.
L'espai visitable consta d'uns 550 metres quadrats.
Les visites concertades al jaciment, amb un aforament limitat, s'organitzen en torns de 50 persones.
El jaciment està adscrit al Museu Municipal de l'Estampació de Premià de Mar.